# Diving Science and Technology
Diving Science and Technology (DSAT) is een organisatie aangesloten bij Professional Association of Diving Instructors (PADI) en de ontwerpers van de Recreational Dive Planner (RDP).